# Il fanciullo del West
Il fanciullo del West ist eine 1942 in Italien entstandene Westernkomödie, die im deutschen Sprachraum nicht gezeigt wurde. Giorgio Ferroni inszenierte mit Erminio Macario in der Hauptrolle. Der recht erfolgreiche Film entstand in Schwarz-Weiß.

## Handlung
In einer Westernstadt sind die beiden wichtigsten Familien des Ortes, die Careys und die Donovans, einander in herzlicher Feindschaft zugetan. Ihre gegenseitigen Rivalitäten und Kämpfe werden durch eine Bande von Gesetzlosen verkompliziert, deren Chef um Lolita wirbt, die aber ihrerseits dem Sohn der verfeindeten Familie, Mac, zugetan ist. Nach Intrigen, Schießereien, Hinterhalten und Zweikämpfen bekommt Mac das Mädchen und versöhnt die beiden Familien.

## Kritik
„Halb Karikatur, halb realistisch geht auch hier Macario mit Wortspielen, Nettigkeiten und Liedern seinen Weg“, schrieb D. Calcagno, der ihn sogar mit Buster Keaton vergleicht und den Stil, die Kreativität und die intelligente Regie des Regisseurs lobt. Auch Giuseppe De Santis lobte die schnellen Witze und amüsanten Details.

## Bemerkungen
Das Drehbuch basiert auf Shakespeares Romeo und Julia.